# Дивонин, Вячеслав
Вячеслав Дивонин (эст. Vjatšeslav Divonin; род. 8 мая 1970, Нарва) — советский и эстонский гребец, выступавший за сборные СССР и Эстонии по академической гребле в 1988—1992 годах. Чемпион мира среди юниоров, победитель и призёр первенств национального значения, участник летних Олимпийских игр в Барселоне.

## Биография
Вячеслав Дивонин родился 8 мая 1970 года в городе Нарва Эстонской ССР. Начал заниматься академической греблей в возрасте 14 лет, проходил подготовку в местном спортивном клубе «Энергия» под руководством тренера Валерия Осмокеску.
Впервые заявил о себе в гребле на международном уровне в сезоне 1988 года, когда вошёл в состав советской национальной сборной и выступил на юниорском мировом первенстве в Милане, где в зачёте парных четвёрок превзошёл всех своих соперников — тем самым завоевал золотую медаль. В том же году выполнил норматив мастера спорта СССР.
После распада Советского Союза остался действующим спортсменом и продолжил принимать участие в крупнейших международных регатах в составе национальной сборной Эстонии. Так, в 1992 году благодаря череде удачных выступлений удостоился права защищать честь страны на летних Олимпийских играх в Барселоне — в составе распашного безрульного экипажа-четвёрки, куда также вошли гребцы Тоомас Вилпарт, Тармо Виркус и Марек Авамере, занял последнее пятое место на предварительном квалификационном этапе и затем финишировал пятым в дополнительном отборочном заезде, в результате чего отобрался в утешительный финал С, где пришёл к финишу вторым. Таким образом, расположился в итоговом протоколе соревнований на 14-й строке.
Впоследствии больше не показывал сколько-нибудь значимых результатов в академической гребле на международной арене.